# Hvalvík
Hvalvík is een dorp dat behoort tot de gemeente Sunda kommuna in het oosten van het eiland Streymoy op de Faeröer. De naam Hvalvík betekent Walvisbaai. Hvalvík heeft 181 inwoners. De postcode is FO 430.

## Externe link

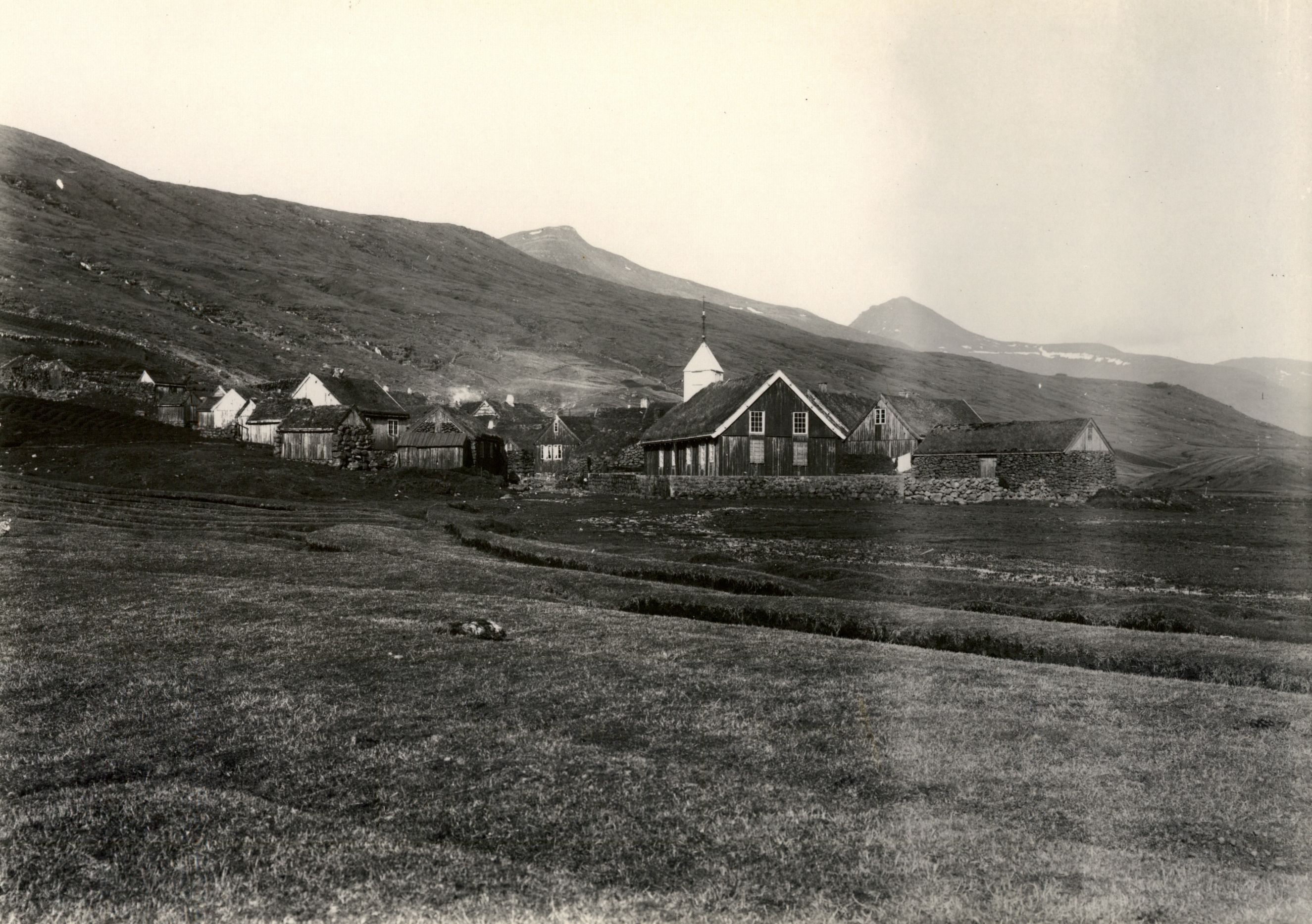
Hvalvík in 1899
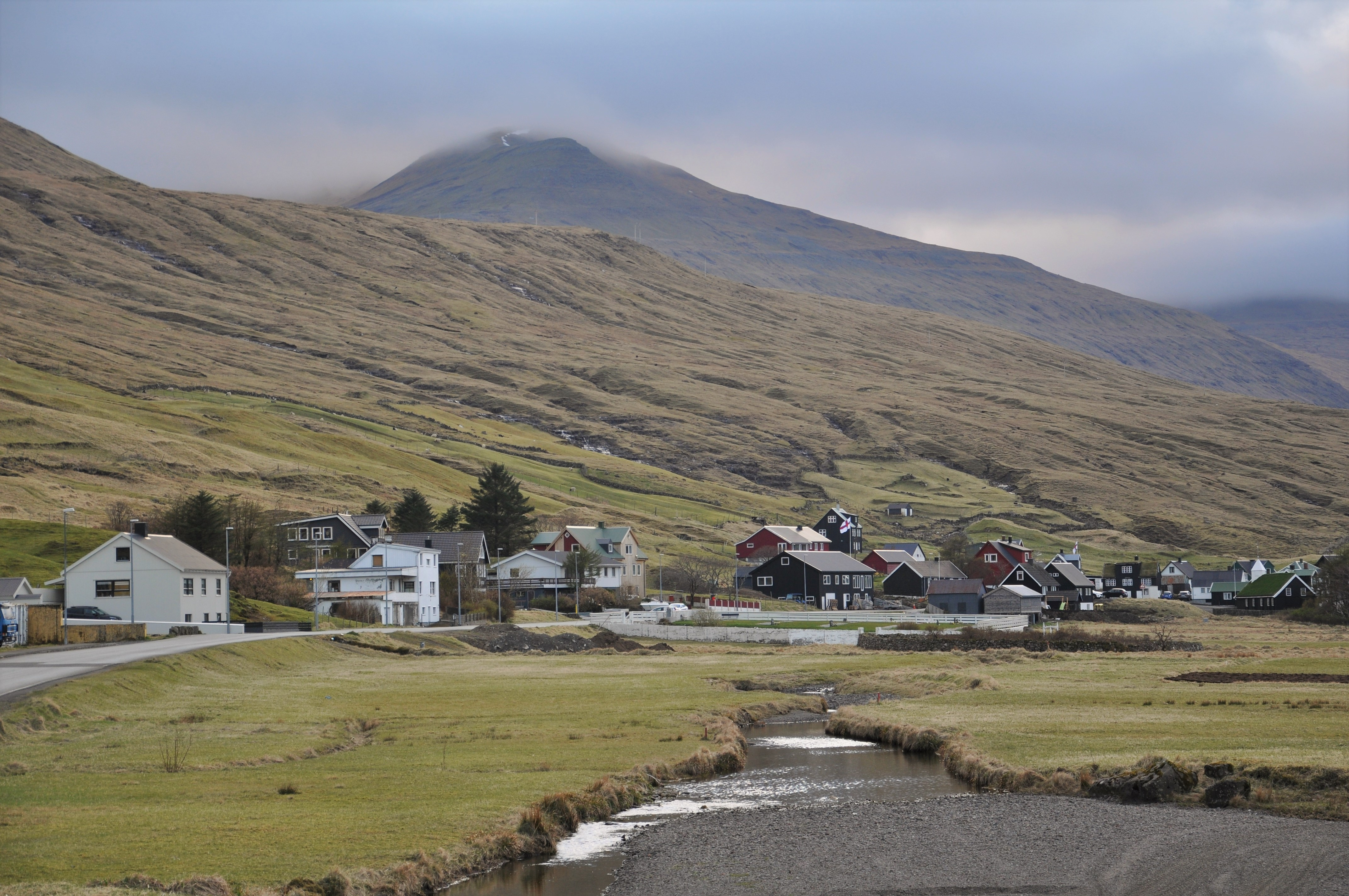
Hvalvík in 2022
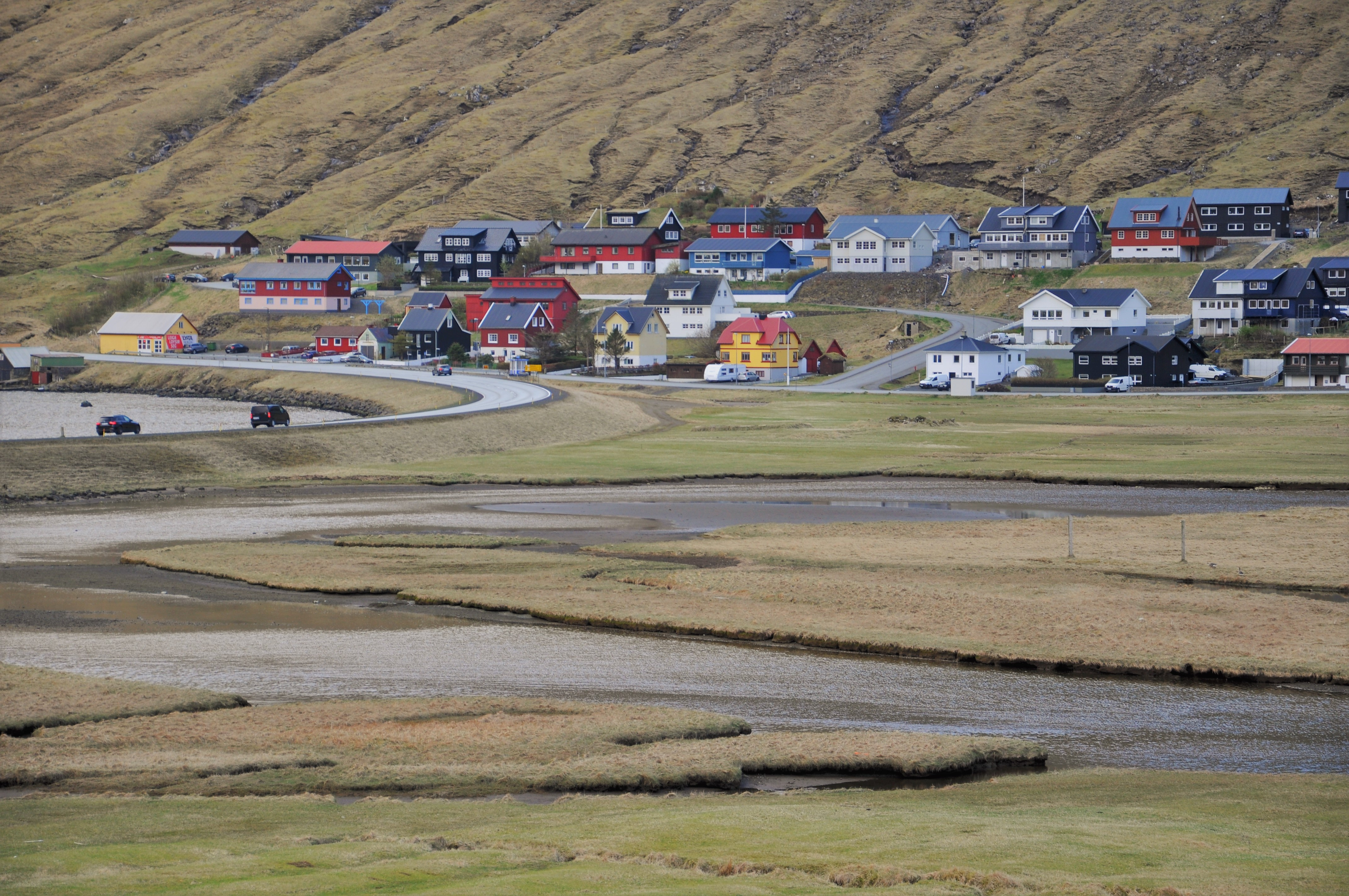
Hvalvík met de delta van de rivier Storá, die uit de vallei van Saksum stroomt